# 스티븐 스티치

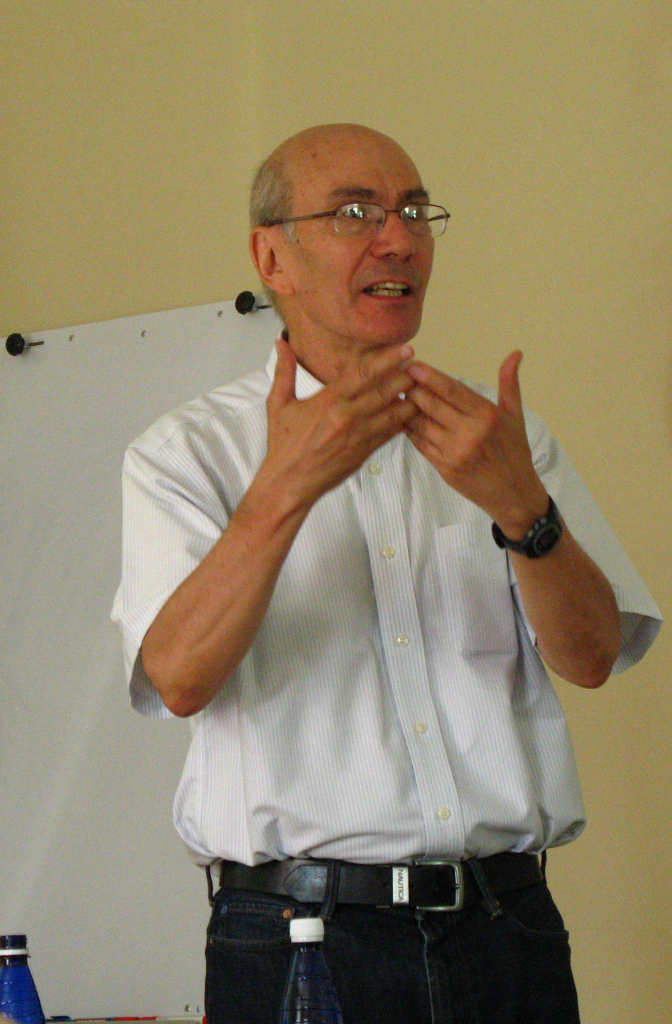

스티븐 P. 스티치(Stephen P. Stich, 1943년 5월 9일 ~ )는 미국의 학자로 럿거스 대학교 철학 및 인지과학 석좌교수이자 셰필드 대학교의 명예교수이다. 스티치의 주요 철학적 관심은 심리철학, 인식론 및 도덕 심리학이다. 심리에 대한 제거적 유물론의 한 형태를 주장하면서 많은 주목을 받았다.
그는 심리철학, 인지 과학, 인식론, 도덕 심리학 분야의 작업으로 철학 분야에서 유명하다. 마음의 철학과 인지 과학에서 그는 반파적 유물론(한 형태, 즉 정신적인 것에 대한 이야기가 물리적 기질에 대한 이야기로 대체되어야 한다는 견해를 주장했다. 그러나 그 이후로 그는 마음에 대한 자신의 견해를 일부 바꿨다. 인식론에서 그는 실험 철학 의 기술을 사용하여 직관의 본질, 특히 문화) 따라 다양한 인식적 직관을 탐구했었다. 이 작업은 개념 분석과 분석 철학의 전통적인 방법에 대한 일반적인 회의론을 반영했다.

## 같이 보기
- 미국 철학
- 장 니코드 상